# دين برينان
دين برينان (بالإنجليزية: Dean Brennan)‏ هو لاعب كرة قدم أيرلندي، ولد في 17 يونيو 1980 في دبلن في جمهورية أيرلندا. لعب مع ستيفيناغ بوروه وشيفيلد وينزداي ونادي بوهيميان ونادي كامبريدج ستي ونادي لوتون تاون ونادي ليويس.

## وصلات خارجية
- دين برينان على موقع قاعدة بيانات كرة القدم.إي يو (الإنجليزية)
- دين برينان على موقع Soccerbase.com (لاعب) (الإنجليزية)